# Яфур

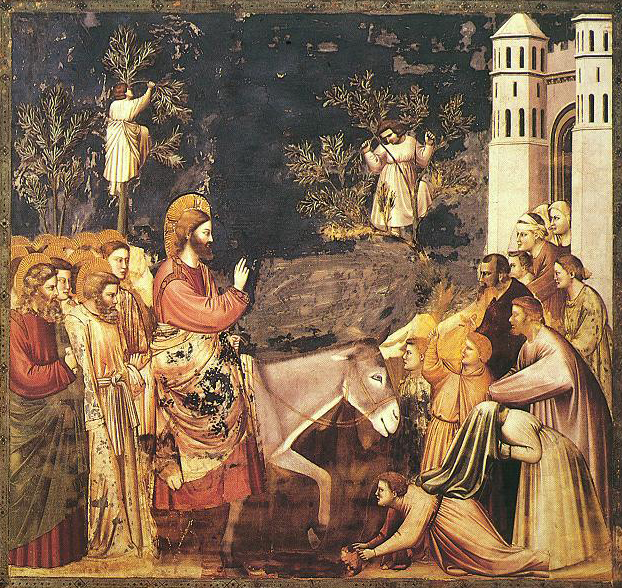
Согласно исламской традиции, осёл Иисуса был предком осла Мухаммеда, и оба были названы Яфур

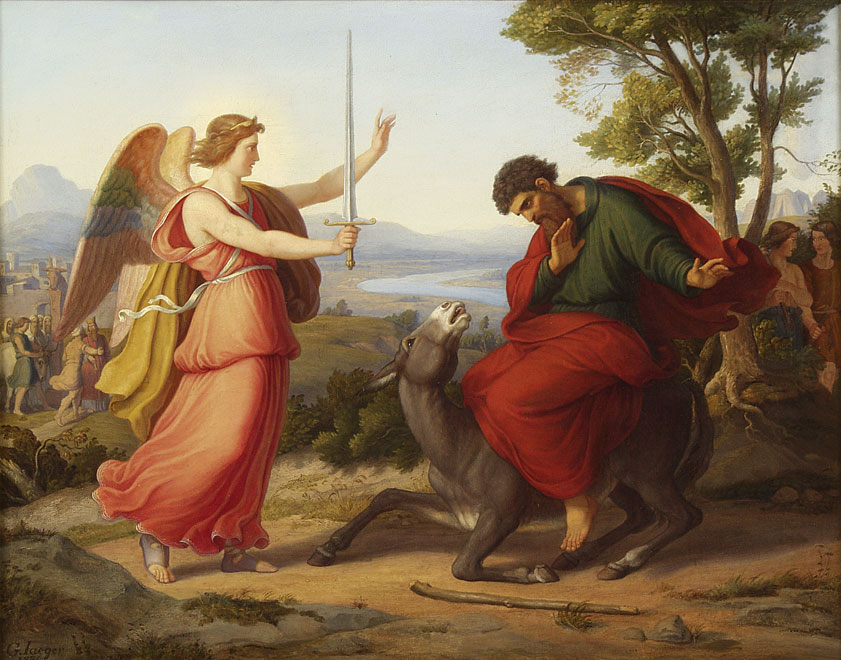
Валаам встречает ангела, которого может видеть только его осёл

Я’фур (араб. يعفور‎ — «газель») — кличка легендарного осла, принадлежащего мусульманскому пророку Мухаммеду.

## История
Осёл Мухаммеда является персонажем нескольких арабских богословских произведений сомнительной авторитетности и потому некоторое время остаётся предметом полемики между мусульманами. У историка ат-Табари осёл Яфур упоминается, как часть приданого, отправленного Мухаммеду правителем Египта Мукаукисом вместе с наложницей Марией Коптской. В образовавшихся вокруг Яфура апокрифических легендах он приобрёл генеалогическое родство со всеми ослами пророков, упоминавшихся в Библии. Осла, принадлежавшего Мухаммеду, стали считать и потомком осла Христа, на котором он въезжал в Иерусалим, и потомком говорящей ослицы пророка Валаама из Ветхого Завета (2:16). В легендах о Яфуре он предстаёт как последний говорящий осёл.
В дальнейшей истории образ осла Яфура приобрёл символическое значение и, возможно, иногда использовался как мужское имя. Так, похожее имя встречающемся у основателя йеменской династии Яфуридов (867—997), а в Сирии, недалеко от Дамаска, можно найти небольшой город, имеющий название Яфур.